# Publicație oficială
O publicație oficială (gazetă oficială, jurnal oficial, buletin oficial, monitor oficial) este o publicație periodică în care sunt publicate deciziile guvernului și ale parlamentului. Este de obicei stabilită prin statut sau prin acțiuni oficiale și publicarea anunțurilor în cadrul acesteia, fie de către guvern, fie de către o parte privată, este, de obicei, considerată suficientă pentru a respecta cerințele legale pentru publicarea preavizului.
Acestea sunt publicate fie în format tipărit, fie în format electronic, fie în ambele. 
În România și Republica Moldova, publicația oficială este Monitorul Oficial al României respectiv Monitorul Oficial al Republicii Moldova.

## Publicarea în periodice private
În unele jurisdicții, ziarele în proprietate privată se pot înregistra și la autoritățile publice pentru a publica anunțuri publice și legale.  De asemenea, un jurnal privat poate fi desemnat de către instanțe pentru publicarea unor anunțuri legale, cum ar fi anunțuri de nume fictive de afaceri. Acestea sunt numite "ziare judecătorești legale".

## Vezi și
- Anale